# 筑後大堰

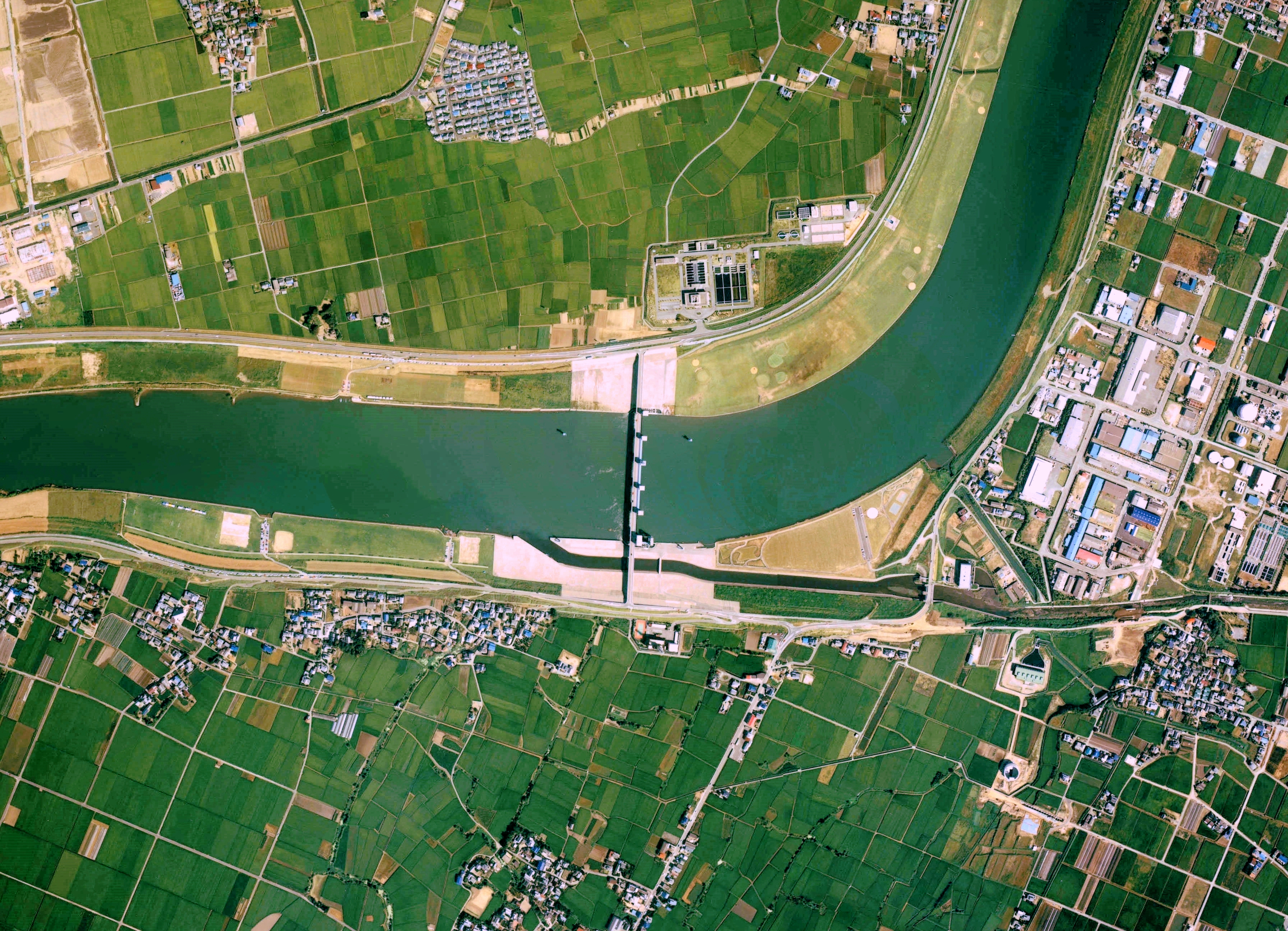
筑後大堰付近の空中写真。
1987年撮影の2枚を合成作成。
。

筑後大堰（ちくごおおぜき）は、福岡県久留米市と佐賀県三養基郡みやき町に跨る、一級河川・筑後川本流の河口から23キロメートル地点に建設された堰である。
独立行政法人水資源機構が管理する可動堰で、筑後川の治水および福岡県福岡地方や筑後地方、佐賀県に水を供給する利水目的を有し、筑後川水系水資源開発基本計画によって建設されているため堰ではあるが多目的ダムの扱いを受ける。建設時にはダムと環境の問題を巡って漁業協同組合とのあつれきが激しく、現在でも有明海のノリ養殖の不漁の一因とされることがある。その一方で日本住血吸虫症の撲滅といった環境改善にも役割を果たしているとの指摘もある。

## 堰の沿革
1953年（昭和28年）の昭和28年西日本水害以降、経済安定本部が河川審議会に命じて策定させた『筑後川水系治水基本計画』に基づき、筑後川中下流部では大石・原鶴・千年分水路開削や築堤が行われるようになったが、流下能力をさらに向上させる目的で洪水調節のための治水施設が必要になった。
また、福岡市・久留米市・佐賀市をはじめ、人口増加に伴う上水道需要の増加、大牟田市・鳥栖市の工業用水道需要増加といった水需要の逼迫が次第に問題となった。更に農林省（現・農林水産省）が「国営筑後川下流土地改良事業」を展開しており、その水源として筑後川の取水が求められていた。
こうした水需要の確保を総合的に図るため、筑後川水系は1964年（昭和39年）、「水資源開発促進法」に基づく「水資源開発水系」に指定され、水資源開発公団（現・独立行政法人水資源機構）による総合的な利水施設の建設が図られた。

## 堰の目的
筑後大堰は高さ13.8メートルの可動堰である。「筑後川水系水資源開発基本計画」（通称・フルプラン）にて1974年（昭和49年）に計画され、1985年（昭和60年）に完成した。
目的は洪水調節の他、福岡導水を介し福岡市・太宰府市・筑紫野市など9市9町村（福岡地区水道企業団）への上水道供給、筑後導水を介した久留米市・大牟田市他6市8町村への上水道・工業用水・農業用水の供給、更に佐賀東部導水を介して佐賀市他2市17町村への上水道・工業用水・農業用水の供給である。尚、筑後導水・佐賀東部導水は「筑後川下流用水」と呼ばれ、「矢部川下流用水」と連携した水供給を行っている。
この大堰建設に随伴して流域で問題になっていた日本住血吸虫症の撲滅作戦が流域市町村と連携して図られた。大堰建設と同時に低水護岸整備や高水域整備工事を行って湿地帯を無くし、市町村も河川敷整備を行って宿主のミヤイリガイ撲滅を図った。この結果1990年（平成2年）には安全宣言が出され、その後10年の追跡調査を経て完全に終結した。

## 漁業権問題と行政の対応
だが、この事業に対しては福岡県・佐賀県の有明海漁業協同組合が激しい反対運動を展開した。
有明海はノリ養殖の一大産地であり、堰建設によって河水流量が減少してノリ生育に重大な支障が出るとして1978年（昭和53年）に漁連は警固公園にて反対集会を開いた。翌1979年（昭和54年）4月に建設工事が着工されたが漁連は大挙して建設現場に押し掛け、関係者に13時間抗議活動を行う実力行使に出て着工を延期させた。だがこの間1979年6月と1980年（昭和55年）8月の2度に亘って大水害が流域を襲い、両者は歩み寄る気配を見せた。1980年11月建設省・公団と漁連は交渉のテーブルに着き『筑後大堰建設事業に関する基本協定書』を締結した。この中でノリ漁への支障を無くすために、特に渇水期において維持流量を放流してノリ生育に必要な栄養塩の補給を公団に義務付けた。
これに基づき、建設省（現・国土交通省）は維持流量の確保を図るため、ノリ生育期の維持流量確保を図るべく松原ダム・下筌ダムの再開発事業を行い、要請を受けた九州電力株式会社も大山川ダムの改築を行い流量確保に努めた。公団はこの間も漁連との補償交渉を継続し、粘り強い交渉の結果、1984年（昭和59年）に漁業補償は全て解決した。現在は特に水量が少なくなる冬季に、漁連の要請によって松原・下筌・大山川3ダムと筑後大堰は維持流量を放流しており、ノリ漁への支障は出ていない。
河川開発においては漁業権との対立は避けて通れない問題であるが、度重なる交渉を重ね行政と漁連が連携して漁業資源の保護に努めているモデルケースとも言える。